# Cappio di ritorno

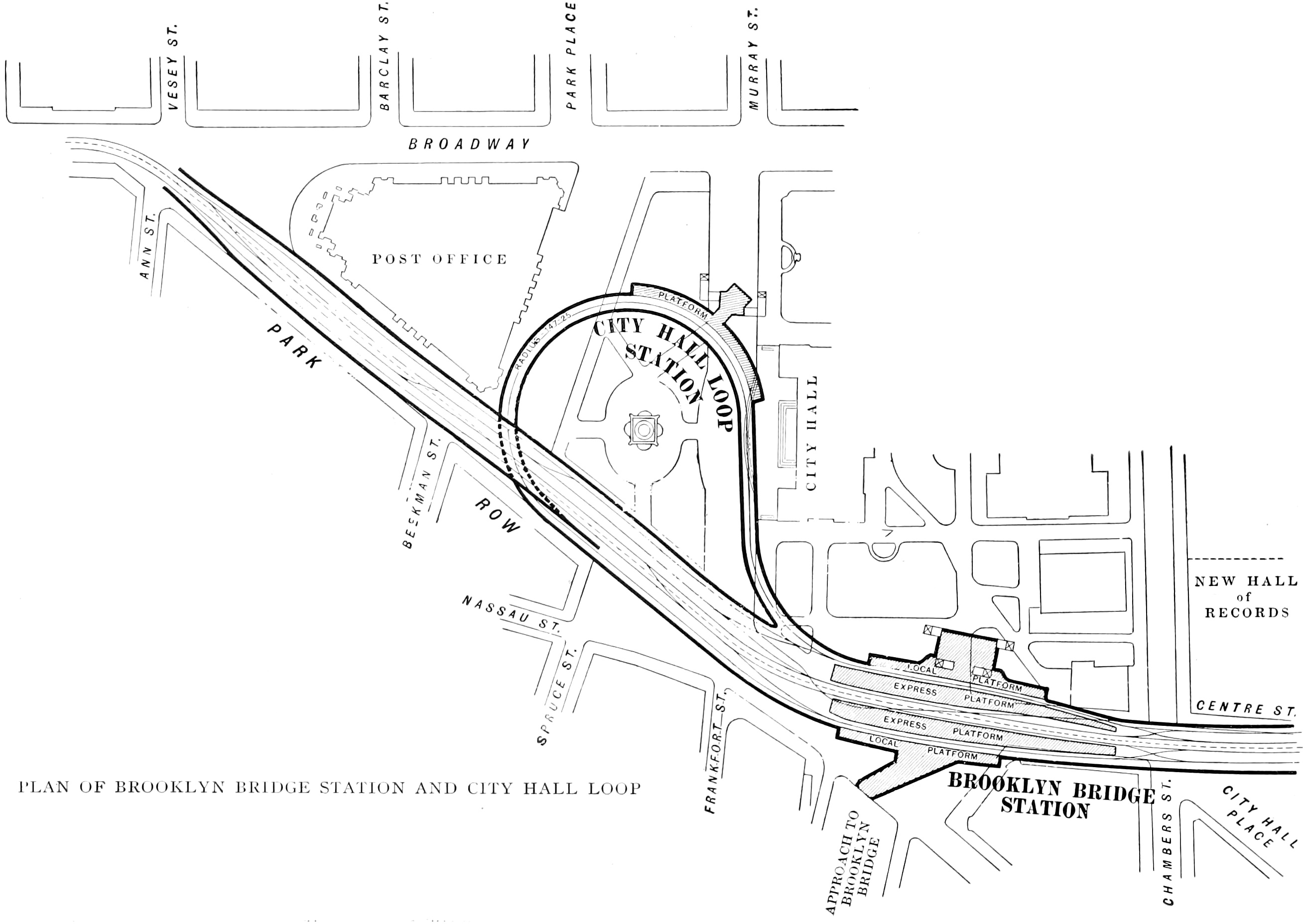
Cappio di ritorno presso le stazioni di Brooklyn Bridge e City Hall a New York.

Un cappio di ritorno è un tracciato ferroviario o tranviario composto da un binario di ingresso/uscita che poi sfocia tramite uno scambio in un anello: il veicolo passa sul binario di ingresso, entra nel cappio, lo percorre, e poi esce in senso inverso sullo stesso binario utilizzato per l'ingresso. Esiste anche negli impianti filoviari, limitatamente al solo bifilare. Permette di invertire il posizionamento (regresso) di una motrice ferroviaria asimmetrica  (come ad esempio una locomotiva a vapore), similmente a quanto ottenibile tramite una piattaforma girevole, un triangolo di regresso o una stella di inversione.  Rispetto alle alternative occupa uno spazio molto maggiore ma permette di girare un intero convoglio.
Il cappio di ritorno è anche notevolmente diffuso nelle reti del trasporto pubblico locale, in particolare per le esigenze per la posa dei bifilari filoviari, tram e autobus. Nell'ambito del trasporto pubblico locale il cappio di ritorno viene spesso soprannominato girone.